# Tapa Czermojew
Tapa (Abduł Miedżyd) Arcujewicz Czermojew (ur. 1882 w Groznym, zm. 28 sierpnia 1937 w Lozannie) – czeczeński  polityk, premier Republiki Górskiej Północnego Kaukazu.

## Życiorys
Był najstarszym synem generała Arcu Czermojewa. Kształcił się w Nikołajewskiej Szkole Oficerów Kawalerii w Petersburgu. Szkołę ukończył w 1901 i otrzymał przydział do Gwardii Przybocznej cara Mikołaja II. Zrezygnował ze służby w armii w 1908, kiedy
umarł jego ojciec. W tym czasie został przedsiębiorcą i zajął się poszukiwaniem ropy naftowej w okolicach Groznego.
Działalność gospodarczą Czermojewa przerwał wybuch I wojny światowej. W stopniu kapitana wstąpił do tzw. Dzikiej Dywizji, złożonej z ochotników kaukaskich, działającej w ramach Armii Rosyjskiej. Po wybuchu rewolucji październikowej w 1917 powrócił do Czeczenii, aby uniemożliwić rozwój bolszewizmu na tym terenie.
Z inicjatywy Czermojewa w marcu 1917 doszło do spotkania przywódców czeczeńskich i zawarcia porozumienia o współpracy. 11 maja 1918 powołano oficjalnie Górską Republikę Północnego Kaukazu jako niezależne państwo. Czermojew otrzymał w nim stanowisko premiera i ministra spraw zagranicznych. W marcu 1919 udał się na czele delegacji czeczeńskiej na konferencję pokojową do Paryża, aby tam zabiegać bezskutecznie o uznanie jego państwa.
W styczniu 1921 oddziały bolszewickie opanowały Kaukaz Północny, likwidując struktury niezależnego państwa. Rząd, na czele z Czermojewem udał się na emigrację. Mieszkał początkowo we Francji, gdzie działał w organizacjach skupiających kaukaskich emigrantów. Ostatnie lata życia spędził w Szwajcarii.
Był dwukrotnie żonaty. Pierwszą jego żoną była perska księżniczka Hawa Hannum Hibrahimbek (ślub w 1906), a drugą Natasza Brajłowska.